# Амля
Амля (англ. Amlia Island, алеут. Amlax̂, Амлаҳ) — один из восточных Андреяновских островов, которые входят в состав Алеутских островов. В административном отношении является частью штата Аляска, США. Остров необитаем.

## География
Расположен между островами Атка и Сигуам. Составляет около 74 км в длину и 14 км в ширину; его площадь — 445,7 км², что делает его 36-м по величине островом США и вторым по величине среди необитаемых островов Алеутской гряды. Остров гористый, высочайшая точка — 616 м над уровнем моря.

## История
Остров описан под названием Амлаг у Г.И. Шелихова в его «Путешествии г. Шелехова с 1783 по 1790 год из Охотска по Восточному Океану к Американским берегам...»:

Амлаг гористый остров, лежит к Востоку в семи верстах от острова Атху, и содержит в окружности своей 300 верст. На нем жителей так же 60 человек; но он имеет изрядную пристань, и отменно изобилен годными в пищу кореньями. Малых рек на сем острове много, но рыба водится токмо в одной, текущей к Северу.

В 1867 году был продан США вместе с Аляской.